# Hematopoieză
Hematopoieza este procesul de formare a elementelor celulare sanguine(eritrocite, trombocite și leucocite) la nivelul măduvei osoase(măduva roșie hematogenă), din celulele sistemului reticulo-endotelial (celule de tip embrionar) care prin procesul de maturare se pot transforma în oricare celulă specializată din organism.Hematopoieza are mai multe forme, ca de exemplu eritropoieză (formarea eritrocitelor): această maturare a eritrocitelor tinere se produce prin acțiunea hormonului eritropoetină în ficat și rinichi, leucopoieza ( formarea leucocitelor) și trompocitopoieza (formarea trombocitelor). 
Hematopoieza :  
1. Leucocite( sunt celulele albe ale sângelui) și se împart în :                                                                                                                                                                                                   -agranulocite ( care sunt de 2 feluri :monocite și limfocite)

-granulocite ( care sunt de 3 feluri :eozinofile, bazofile și neutrofile).  
Cele neutrofile se împart și ele în două categorii : nesegmentate ( neutrofile tinere) și segmentate( neutrofile mature) 
2.  Eritrocite( celulele roșii ale sângelui, iar aceasta culoare este dată de Hemoglobină) 
3. Trombocite

## Filogenie
Pe scara animala, hemoglobina apare la parameci, iar hematiile apar la viermi. 

## Ontogenie
Pana in luna a V-a a vietii embrionare nu exista cavitati osoase. In consecinta, sediul proceselor de hematopoieza sufera o  deplasare in etape succesive:
- etapa mezoblastica (0-2 luni): hematiile nucleate mari se formeaza in insulele de tesut mezenchimatos de la nivelul sacului vitelin;
- etapa hepatica (2-5 luni): hematopoieza este preluata de ficat, splina, timus si ganglionii limfatici, care produc hematii anucleate;
- etapa medulara: incepand cu luna a V-a a vietii embrionare se dezvolta maduva osoasa rosie (hematogena). La nastere, aceasta atinge o greutate de 70-80 g (ocupa in intregime cavitatile osoase) si este capabila sa preia total hematopoieza. La varsta de 4 ani incep sa apara cantitati semnificative de maduva galbena nesemnficativa. In jurul varstei de 18 ani, maduva hematogena atinge greutatea de 2500 g. Cel mult 50% din aceasta este nevoie pentru a acoperi necesarul curent de hematii. De aceea, transformarea treptata in maduva galbena, si apoi fibrozarea (maduva cenusie) nu afecteaza numarul de elemente figurate. Maduva hematogena activa este situata la nivelul vertebrelor, sternului, coastelor, precum si in epifizele proximale ale femurului si tibiei.

Un rol important în eritropoeză îl joacă fierul, cobalamina (vitamina B12) și acidul folic (vitamina F), o scădere a concentrației sanguine în oxigen stimulează accelerarea eritropoezei cu producerea hormonilor necesari.
Așa numitul cimitir al eritrocitelor este splina și celulele Kupffer din ficat. Viața unei eritrocite durează 120 de zile. După moartea eritrocitelor, hemoglobina suferă un proces de descompunere cu mai multe etape: bilirubină, urobilină, stercobilină: acestea se elimină prin urină și fecale.